# Glee: The Music, Volume 3 Showstoppers
Glee: The Music, Volume 3 Showstoppers è un album di colonna sonora pubblicato dal cast della serie TV musicale statunitense Glee.
Il disco, uscito nel maggio 2010, contiene canzoni tratte dagli episodi facenti parte della seconda metà della prima stagione, eccezion fatta per gli episodi The Power of Madonna e Journey to Regionals, per i quali sono stati prodotti degli EP.

## Tracce
Accanto ai titoli sono riportati gli interpreti originali.
1. The Beatles – Hello, Goodbye – 3:29
2. The All-American Rejects – Gives You Hell – 3:26
3. Lionel Richie – Hello (feat. Jonathan Groff) – 3:32
4. The 5th Dimension / Dionne Warwick – One Less Bell to Answer / A House Is Not a Home (feat. Kristin Chenoweth) – 4:42
5. Christina Aguilera – Beautiful – 3:59
6. Olivia Newton-John – Physical (feat. Olivia Newton-John) – 3:18
7. Bonnie Tyler – Total Eclipse of the Heart (feat. Jonathan Groff) – 4:24
8. Cast del musical Babes in Arms – Lady Is a Tramp – 2:46
9. U2 – One – 3:56
10. Aerosmith – Dream On (feat. Neil Patrick Harris) – 4:34
11. Men Without Hats – The Safety Dance – 3:19
12. Rose Laurens/Patti LuPone nel musical Les Misérables – I Dreamed a Dream (feat. Idina Menzel) – 3:08
13. Parliament – Give Up the Funk – 4:25
14. Lady Gaga – Bad Romance – 4:54

## Formazione
Voci (cast)
- Dianna Agron
- Chris Colfer
- Jessalyn Gilsig
- Jane Lynch
- Jayma Mays
- Kevin McHale
- Lea Michele
- Cory Monteith
- Matthew Morrison
- Amber Riley
- Naya Rivera
- Mark Salling
- Stephen Tobolowsky
- Jenna Ushkowitz

Voci (ospiti)
- Jonathan Groff
- Olivia Newton-John
- Kristin Chenoweth
- Idina Menzel
- Neil Patrick Harris

## Classifiche
| Classifica (2010) | Posizione raggiunta |
| ----------------- | ------------------- |
| Australia         | 1                   |
| Canada            | 1                   |
| Regno Unito       | 3                   |
| Stati Uniti       | 1                   |